# کروماتوگرافیا
کروماتوگرافیا (انگلیسی: Chromatographia) نشریه‌ای علمی با داوری همتا است که پیرامون کروماتوگرافی گازی و مایع و همچنین الکتروفورز منتشر می‌شود.